# Gran llanura rumana
La Gran llanura rumana (en rumano: Câmpia Română) se encuentra en el sur de Rumania y la punta más oriental de Serbia. Parte de la región histórica de Valaquia, está rodeada por el río Danubio en el este, sur y oeste, y por la meseta Gética en el norte. Bucarest, la capital de Rumania, se encuentra en la parte central de la llanura rumana. Es contigua, por el sur, con la llanura danubiana (búlgaro, Дунавска равнина), en Bulgaria. Esta denominación a menudo se usa también por la unidad geográfica Rumania (Câmpia Dunării), aunque esta denominación es impropia puesto que el Danubio fluye a otras llanuras también, como la Gran Llanura Húngara (que se llama llanura Danubiana en Eslovaquia y Serbia) así como la depresión Bávara, también llamada llanura Danubiana.

## Subdivisiones (Oeste-Este)

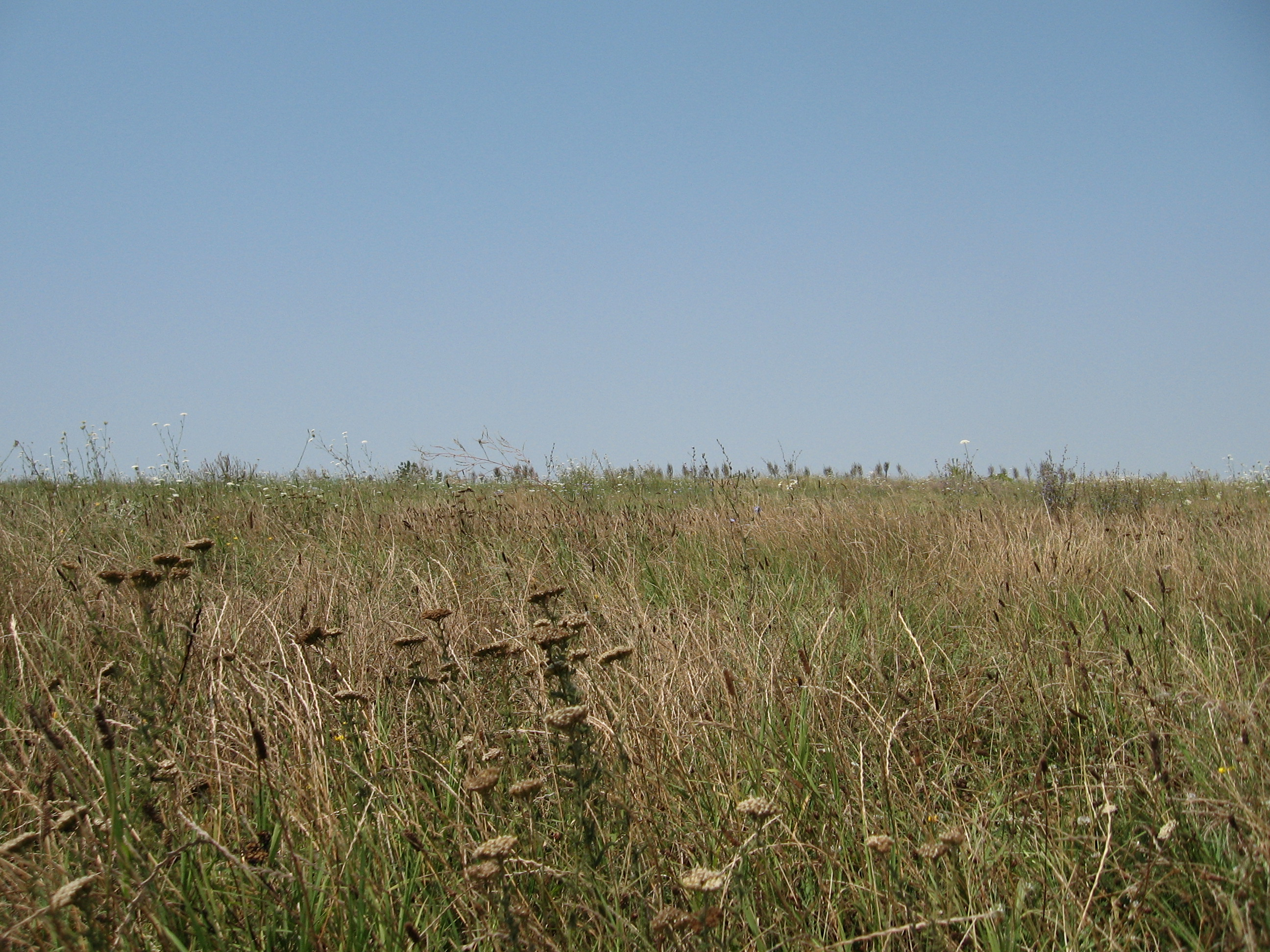
Vegetación de estepa en la llanura Burnazului.

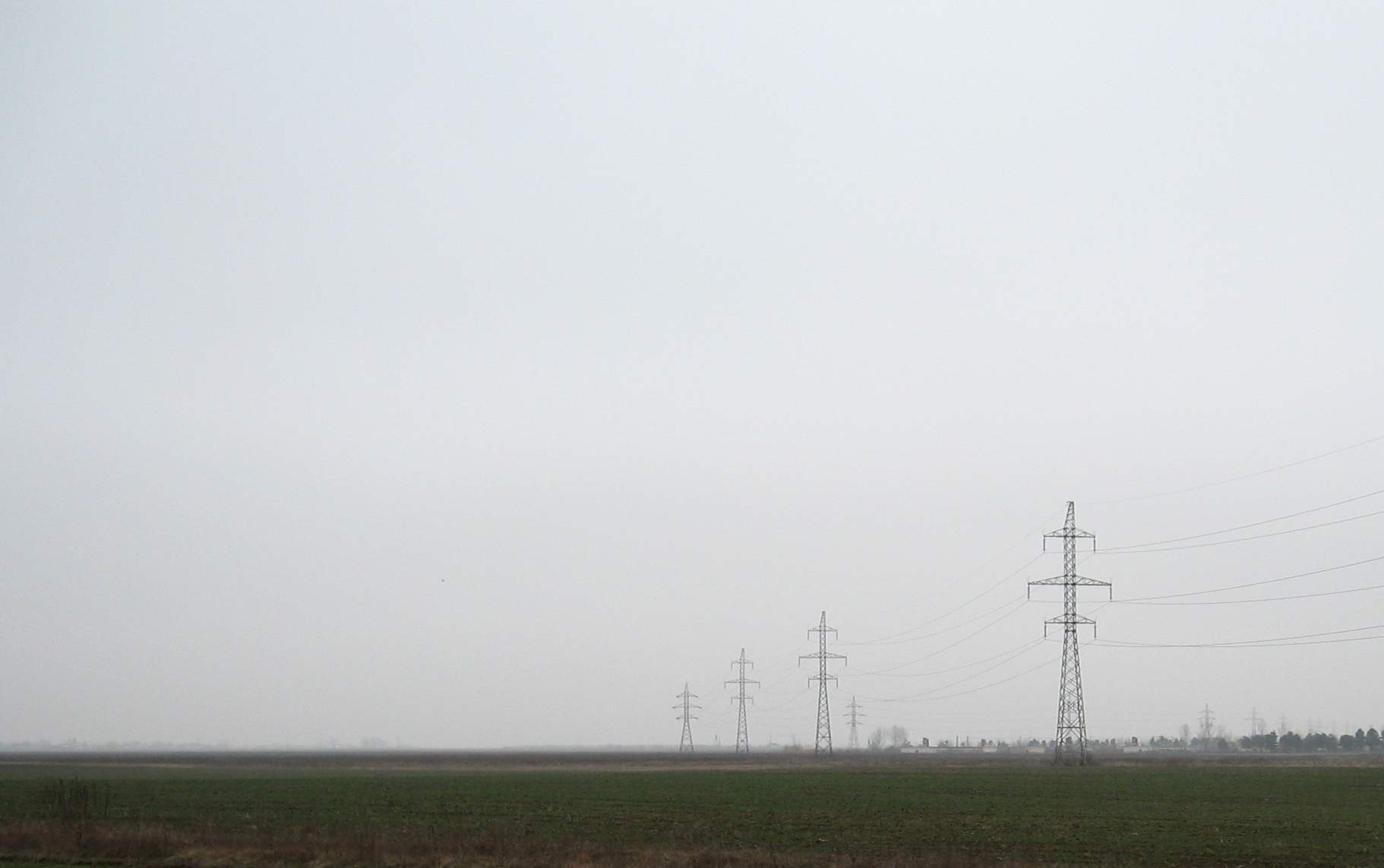
Tierra arable en la Llanura de Titu.

En Rumania, la llanura se divide en cinco subdivisiones y el valle del Danubio:
- A. Llanura de Olteniei, ubicado en Oltenia meridional:
  - Blahniţei;
  - Băileştilor;
  - Romanaţilor.
- B. Olt-Argeş (entre el río Olt en el oeste y el río Argeş en el este):
  - Piteştiului;
  - Boianului;
  - Găvanu Burdea;
  - Burnazului.

]*C. Llanura Bucureştilor:
- - Târgoviştei;
  - Ploieştilor;
  - Mizil;
  - Titu;
  - Gherghiţei;
  - Vlăsiei (véase también Codrii Vlăsiei);
  - Câlnăului.
- D. Llanura Bărăgan:
  - Bărăganul Călmăţuiului;
  - Bărăganul Ialomiţei;
  - Câlnăului;
  - Mostiştei;
- E. La llanura oriental:
  - Râmnicului;
  - Buzăului;
  - Brăilei;
  - Siretului Inferior;
  - Tecuciului;
  - Covurlui;
- El valle del Danubio:
  - El valle del Danubio propio;
  - Las islas pantanosas inundadas:
    - Insula Mare a Brăilei o Balta Brăilei;
    - Balta Ialomiţei.

## Ríos
- Neajlov
- Jiu
- Olt
- Vedea
- Argeş
- Dâmboviţa
- Mostiştea
- Ialomiţa
- Buzău